# 22544 Sarahrapo
22544 Sarahrapo è un asteroide della fascia principale. Scoperto nel 1998, presenta un'orbita caratterizzata da un semiasse maggiore pari a 2,2367291 UA e da un'eccentricità di 0,1795210, inclinata di 3,19693° rispetto all'eclittica.